# Bjelolasica
Bjelolasica (1534 m n.p.m.) – góra w Chorwacji, w Gorskim kotarze, część masywu Wielkiej Kapeli.

## Opis
Jest najwyższą górą Wielkiej Kapeli. Jej najwyższym wierzchołkiem jest Kula (1534 m n.p.m.). Leży pomiędzy miejscowościami Begovo Razdolje i Mrkopalj (żupania primorsko-gorska) a Jasenak (żupania karlowacka). Jest zbudowana z wapienia i dolomitu. Długość jej grzbietu, porośniętego trawą, wynosi ok. 7 km. Szczyt jest zalesiony.
W 1986 roku na Bjelolasicy otwarto największe chorwackie centrum sportów zimowych. Zostało ono zamknięte w 2011 roku z powodu pożaru.